# BRIT Awards 1995
Die BRIT Awards 1995 wurden am 20. Februar 1995 im Londoner Alexandra Palace verliehen. Die Moderation übernahm Chris Evans.

## Liveauftritte
- Blur – Girls & Boys
- East 17 – Let It Rain
- Eddi Reader – Patience of Angels
- Elton John – Believe, Philadelphia Freedom & I’m Still Standing
- Eternal – Baby Love
- Sting & M People – Set Them Free
- Madonna – Bedtime Story
- Take That – Back for Good

## Gewinner und Nominierte
| British Album of the Year | British Producer of the Year |
| --- | --- |
| - Blur – Parklife - Eternal – Always & Forever - Massive Attack – Protection - Oasis – Definitely Maybe - Pink Floyd – The Division Bell | - Nellee Hooper - Ed Buller - Stephen Street - Trevor Horn                                                                                |
| British Single of the Year | British Video of the Year |
| - Blur – Parklife - Blur – Girls & Boys - East 17 – Stay Another Day - Oasis – Live Forever - Wet Wet Wet – Love Is All Around (eliminiert) - China Black – Searching - D:Ream – Things Can Only Get Better - The Grid – Texas Cowboys - Michelle Gayle – Sweetness - Tom Jones – If I Only Knew | - Blur – Parklife - Jamiroquai – Space Cowboy - The Rolling Stones – Love Is Strong - Seal – Prayer for the Dying - Suede – The Wild Ones |
| British Male Solo Artist | British Female Solo Artist |
| - Paul Weller - Elvis Costello - Eric Clapton - Morrissey - Seal | - Eddi Reader - Des'ree - Kate Bush - Lisa Stansfield - Michelle Gayle                                                                    |
| British Group | British Breakthrough Act |
| - Blur - Eternal - M People - Oasis - Pink Floyd | - Oasis - Echobelly - Eternal - PJ & Duncan - Portishead                                                                                  |
| British Dance Act | Soundtrack/Cast Recording |
| - M People - The Brand New Heavies - Eternal - Massive Attack - The Prodigy | - Pulp Fiction - Forrest Gump - Four Weddings and a Funeral - The Lion King - Philadelphia                                                |
| International Male Solo Artist | International Female Solo Artist |
| - Prince - Bryan Adams - Luther Vandross - Warren G - Youssou N'Dour | - k.d. lang - Kylie Minogue - Madonna - Sinéad O’Connor - Tori Amos                                                                       |
| International Group | International Breakthrough Act |
| - R.E.M. - Counting Crows - The Cranberries - Crash Test Dummies - Neil Young & Crazy Horse | - Lisa Loeb - Carleen Anderson - Counting Crows - Marcella Detroit - Warren G                                                             |

### Outstanding Contribution to Music
- Elton John